# Fort Wainwright
Fort Wainwright è una base dell'United States Army. Si trova vicino a Fairbanks in Alaska.
Fu costituita nel 1961 dopo il trasferimento della base, chiamata Ladd Field, dall'United States Air Force all'esercito. La base cambiò nome e fu intitolata a Jonathan M. Wainwright, generale durante la Seconda guerra mondiale.